# Partido judicial de Arenys de Mar
El Partido judicial de Arenys de Mar es uno de los 49 partidos judiciales en los que se divide la comunidad autónoma de Cataluña, siendo el partido judicial n.º 6 de la provincia de Barcelona.
El ámbito territorial, que viene regulado por el Real Decreto 529/1983, de 9 de marzo, comprende a las localidades de Arenys de Mar, Arenys de Munt, Calella, Canet de Mar, Fogás de Tordera, Malgrat de Mar, Palafolls, Pineda de Mar, San Acisclo de Vallalta, San Cipriano de Vallalta, San Pol de Mar, Santa Susana y Tordera.
La cabeza de partido y por tanto sede de las instituciones judiciales es Arenys de Mar.Cuenta con ocho Juzgados de Primera Instancia e Instrucción y dos Juzgados de lo Penal.